# Paul d'Albert de Luynes
Paul d'Albert de Luynes (5. ledna 1703 Versailles – 21. ledna 1788 Paříž) byl francouzský šlechtic a kněz. Jako příslušník nejvyšší aristokracie zastával od mládí vysoké posty v církevní hierarchii a patřil také k blízkému okruhu přátel královské rodiny. Byl dlouholetým biskupem v Bayeux (1729–1753) a arcibiskupem v Sens (1753–1788). V roce 1756 byl jmenován kardinálem a třikrát se v Římě zúčastnil volby papeže. Proslul jako mecenáš umění a vědy, sám se zabýval astronomií a výsledky svých četných pozorování publikoval. Byl členem Francouzské akademie a krátce prezidentem Francouzské akademie věd.

## Životopis
Pocházel ze starého šlechtického rodu připomínaného od 12. století, byl mladším synem Honoré Charlese d'Albert, vévody de Montfort (1669–1704), který jako generálmajor padl za války o španělské dědictví. Po matce Marie Anne de Courcillon (1672–1718) byl vnukem slavného memoáristy doby Ludvíka XIV. markýze de Dangeau. Jeho rodištěm byl palác Hôtel de Luynes na náměstí Place d'Armes v těsném sousedství královského zámku. Po smrti otce byl vychováván matkou a svými prarodiči vévodou a vévodkyní de Chevreuse, na jeho vzdělání měl podíl také významný teolog arcibiskup François Fénelon. Studoval v teologickém semináři Saint-Sulpice, poté získal doktorát na univerzitě v Bourges. V rodinné tradici od mládí zároveň sloužil v armádě a již v roce 1719 byl plukovníkem. Po hádce s jiným důstojníkem byl vyzván na souboj, rodina mu dala na výběr, že čest může zachránit přijetím souboje nebo církevní kariérou. Rozhodl se pro dráhu kněze.

### Církevní kariéra

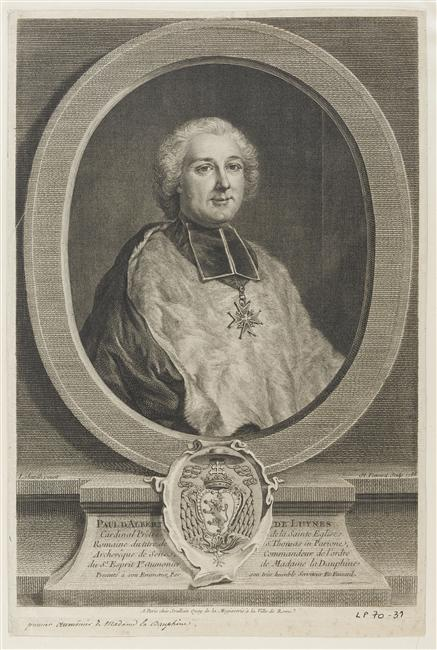
Kardinál de Luynes na rytině z 18. století

Pravděpodobně v roce 1721 přijal kněžské svěcení a vlivem své rodiny hned získal post generálního vikáře v diecézi Meaux. Brzy se zařadil do blízkého okruhu přátel královny Marie Leszczyńské, manželky Ludvíka XV. a byl často zván ke společenským událostem ve Versailles. V roce 1727 se stal opatem v Cérisy a za přispění prvního ministra kardinála Fleuryho byl v únoru 1729 jmenován biskupem v Bayeux. Biskupské svěcení přijal v září 1729 a správy diecéze se ujal v prosinci téhož roku. Proslul jako neúnavný kazatel, konal časté vizitační cesty po diecézi a organizoval lidové misie, několikrát se ale dostal do sporu se stoupenci jansenismu. V roce 1747 byl jmenován almužníkem dauphinovy manželky Marie Josefy Saské (Premier aumônier de la Dauphine). Dauphin i jeho manželka se stali jeho přáteli a oba byli později pohřbeni v katedrále v Sens.
V roce 1753 se stal arcibiskupem v Sens a stejně jako v Bayeux se aktivně věnoval správě arcidiecéze. V dubnu 1756 byl jmenován kardinálem, kardinálský klobouk převzal o dva měsíce později z rukou Ludvíka XV. V roce 1758 se zúčastnil volby papeže Klementa XIII. (do Říma jej tehdy doprovázel koadjutor Étienne Charles de Loménie de Brienne, pozdější Luynesův nástupce a první ministr Francie). Téhož roku byl jmenován prezidentem komise státní rady pro církevní záležitosti a za sedmileté války měl i značný vliv na politiku. V roce 1759 získal Řád sv. Ducha. V roce 1761 vykonal velkou vizitační cestu po senské arcidiecézi, téhož roku na svém soukromém sídle uspořádal sněm francouzských biskupů. Dalších konkláve v Římě se zúčastnil v letech 1769 a 1774, z titulu svého postavení měl také důležitou ceremoniální úlohu při korunovaci Ludvíka XVI. v Remeši (1774).

### Vědec a mecenáš
Díky svému vzdělání a širokému rozhledu patřil od mládí k významným mecenášům vědců a umělců. Jako biskup v Bayeux byl donátorem regionální akademie věd v Caen. Namísto zemřelého kardinála Fleuryho byl v roce 1743 zvolen členem Francouzské akademie, později se stal členem Francouzské akademie věd (1755) a v letech 1758–1759 byl jejím prezidentem. Proslul svým zájmem o astronomii a výsledky svých četných pozorování astronomických jevů (zatmění Slunce a Měsíce) publikoval ve sbornících Akademie věd. Zajímal se také o literaturu a patřil k mecenášům Voltaira.
Zemřel v Paříži 21. ledna 1788 krátce po svých 85. narozeninách, pohřben byl v katedrále sv. Štěpána v Sens. Za francouzské revoluce byla jeho hrobka v roce 1794 zničena a ostatky přeneseny na místní hřbitov.
Jeho starší bratr Charles Philippe d'Albert, vévoda de Luynes (1695–1758), zastával čestné hodnosti u dvora, patřil také k okruhu přátel královny Marie Leszczyńské a byl autorem několikrát vydaných Pamětí. Další členové proslulu službou v armádě, jejich strýc Louis Auguste d'Albert d'Ailly (1676–1744) dosáhl v dynastických válkách 18. století nejvyšší vojenské hodnosti maršála Francie (1741). Syn Charlese Philippa Marie Charles Louis d'Albert (1717–1771) byl generálporučíkem a guvernérem v Paříži.